# ФК Младост Велика Обарска
Фудбалски клуб Младост је фудбалски клуб из Велике Обарске код Бијељине који се такмичи у оквиру Премијер лиге БиХ у фудбалу.

## Историја
Младост је основана 1948. године у ФНРЈ под именом ДТВ „Партизан“.. Тренутни председник управног одбора клуба је Борко Благојевић. Први пут клуб је регистрован 1956. године, кад се и придружио првом такмичењу у Семберији, гдје је био њен члан све до сезоне 1974/75. године, када се први пут пласирао у виши ранг у Подсавезну лигу Брчко, у којој се такмичио све до њене реорганизације крајем седамдесетих година, када је формирана Семберска лига. Тих седамдесетих година за „Младост“ су наступали: Станко Спасојевић, Марко Јањичић, Милан Микић, Саво Миловановић, Никола Васелић, Јовица Јовић, Славко Радовановић, Љубиша Новаковић, Цвијетин Симић, Микица Јањичић, Предраг Стајић, Брано Димитрић, Јусуф Хамзић, Изет Хамзић, Мирослав Павловић, Стојан Живановић, Шабан Сулејмановић... У Подсавезну лигу екипу ’’Младости’’ је увео тренер Ђојо Миловановић.
Након реорганизације формирана је Семберска лига, у којој су се такмичили клубови из бијељинске и угљевичке општине, међу којима се налазила и ‘’Младост’’. У том рангу 1981/82. године ‘’Младост’’ је освојила седмо мјесто, а већ наредне двије сезоне освојила два пута четврто мјесто. Те 1982/83. године за ‘’Младост’’ су играли: Раденко Танацковић, Перица Ерић, Раденко Ђокић, Брано Крстић, Јовица Миловановић, Брано Нешковић, Љубиша Новаковић, Микица Јањичић, Драган Миловановић, Драго Благојевић, Никола Васелић, Никола Симић, Цвијетин Симић, Зоран Миловановић, Душан Јовановић...
‘’Младост’’ се од 1984/85. године такмичила у Међуопштинској лиги Брчко, гдје је 1986/87. године била првак и тако успјела да се пласира у Зонску лигу Брчко. У Зонској лиги Брчко 1989/90. године постаје нови шампион и остварује највећи клупски успјех до тада, пласман у Регионалну лигу БиХ, група “Сјевер”, у којој је са доста успјеха играла све до 1992. године. Те сезоне 1989/90. године играли су: Раденко Ђокић, Младен Гојковић, Раденко Танацковић, Драган Миловановић, Ирфан Хамидовић, Славиша Маргетић, Душан Јовановић, Брано Крстић, Бранко Панић, Зијо Нухановић, Мишо Крстић, Никола Бала, Осман Ханџић, Ибрахим Ханџић, Сретен Јовановић...
Клуб је био побједник првог Купа Семберије 1963. године у Доњем Црњелову и био је учесник Купа листа “Задругар”, кога никад није успио да освоји, а најбољи резултат остварила је 1985. године када је стигла до четвртфинала тог престижног купа.
Формирањем ФСРС., ’’Младост’’ је почела такмичење у Другој лиги, група „Бијељина“ 1995/96. године, када је освојила седмо мјесто, а наредне сезоне посљедње десето мјесто и испала у Трећу лигу. ’’Младост’’ је 1997/98. године освојила прво мјесто у Трећој лиги Семберије, Мајевице и Бирач и изборила повратак међу друголигаше. Шампиони си били: Драган Томић, Сретен Јовановић, Бранимир Бајић, Радан Симић, Младен Гојковић, Велимир Васић, Слађан Николић, Слађан Губић, Милан Калајџић, Драган Лазић, Милан Петровић, Миле Стефановић, Дарко Вилотић, Стевица Симић.
У Другој лиги, ’’Младост’’ је провела три сезоне, а најбољи пласман остварила је 1999/00. године у групи „Центар“, када је освојила друго мјесто. Наредних седам година, ’’Младост’’ се такмичила у Трећој лиги Бијељина, све до 2007/08. године, када је у групи „Кришка“ освојила прво мјесто и разигравала у баражу за улазак у Другу лигу. Прво је у два сусрета ’’Мајевица’’ из Лопара савладана са 2:0 и 7:1 и у финалу на градском стадиону у Бијељину ’’Младост’’ је са 1:0 побиједила ’’Семберију Гај’’, а једини гол постигао је Мирослав Шубарић. У квалификацијама за „Младост“ су играли: Перица Новаковић, Александар Васић, Душко Којић, Драган Анђелић, Бранимир Стајић, Далибор Капикул, Огњен Пртвар, Мирослав Шубарић, Борко Стајић, Драгиша Мионић, Игор Тодоровић, Раденко Ђокић, Младен Стокановић, Стефан Симић, Дејан Борковић, Славиша Миловановић, Љубиша Васић и Владислав Елез.
У Купу Републике Српске у фудбалу., најбољи пласман је играње у четвртфиналу, који је ’’Младост’’ остварила у првом одржаном купу 1993/94. године, гдје је заустављена од ФК Козара Градишка освајача првог купа РС. У тој генерацији играли су: Велимир Васић, Мирко Ружичић, Брано Крстић, Благоје Гавриловић, Раденко Трифковић, Сретен Јовановић, Раденко Ђокић, Драгољуб Миловановић, Младен Гојковић, Мишо Крстић, Љубиша Маргетић, Саватија Ђокић, Милош Манојловић, Јовица Јовић, Душко Јовановић, Драго Благојевић...
’’Младост’’ има своју властиту школу фудбала, коме посвећује велику пажњу школовању будућих играча. Клуб се може похвалити да у својим редовима поникли су репрезентатитвци Босне и Херцеговине и Србије. Освајањем првог мјеста у "Првој лиги Републике Српске" сезона 2012/13, Младост је остварила историјски успјех и пласирала се у Премијер лигу Босне и Херцеговине.

## Састав екипе у сезони 2015/16.
| Бр. |                     | Позиција | Играч              |
| --- | ------------------- | -------- | ------------------ |
|     | Босна и Херцеговина | Г        | Душан Ремић        |
|     | Црна Гора           | О        | Немања Гојачанин   |
|     | Босна и Херцеговина | О        | Мирослав Јевтић    |
|     | Босна и Херцеговина | О        | Никола Мазић       |
|     | Србија              | Н        | Драгиша Комарчевић |
|     | Босна и Херцеговина | О        | Делимир Бајић      |
|     | Босна и Херцеговина | О        | Дарко Митровић     |
|     | Црна Гора           | С        | Иван Делић         |
|     | Босна и Херцеговина | О        | Младен Перовић     |
|     | Црна Гора           | Н        | Милош Ђалац        |

| Бр. |                     | Позиција | Играч              |
| --- | ------------------- | -------- | ------------------ |
|     | Србија              | С        | Марко Бајић        |
|     | Босна и Херцеговина | С        | Давор Арнаутовић   |
|     | Босна и Херцеговина | С        | Енес Брчкалић      |
|     | Србија              | С        | Душан Зелић        |
|     | Хрватска            | С        | Велибор Митровић   |
|     | Србија              | С        | Александар Ћовин   |
|     | Босна и Херцеговина | С        | Радослав Новаковић |
|     | Босна и Херцеговина | О        | Далибор Мичић      |
|     | Босна и Херцеговина | Н        | Александар Демоњић |
|     | Црна Гора           | О        | Вук Мартиновић     |
|     | Србија              |          | Милош Живановић    |
|     | Босна и Херцеговина |          | Владан Вановац     |
|     | Србија              | Г        | Милорад Николић    |